# Petar Velichkov
Petar Yordanov Velichkov (bulgare : Петьр Йорданов Величков), né le 8 août 1940 en Bulgarie et décédé le 15 juillet 1993, est un joueur de football international bulgare qui évoluait au poste d'attaquant.

## Biographie

### Carrière en sélection
Avec l'équipe de Bulgarie, il joue 16 matchs et inscrit un but entre 1960 et 1964. 
Il joue son premier match en équipe nationale le 26 juin 1960 contre la Pologne et son dernier le 20 décembre 1964 contre la Turquie. Le 29 octobre 1961, il inscrit un but face à la Finlande.
Il figure dans le groupe des sélectionnés lors de la Coupe du monde de 1962. Lors du mondial organisé au Chili, il joue trois matchs : contre l'Argentine, la Hongrie et enfin l'Angleterre.